# 内波洛基夫齐
內波洛基夫齊（羅馬化：Nepolkivtsi）是烏克蘭西部切爾諾夫策州切尔诺夫策区内波洛基夫齐市镇内的鎮及該市鎮之行政中心。處於普魯特河左岸，距離切爾諾夫策30公里，始建於1425年，海拔高度194米，2001年人口2,449。